# Ludmila Bertlová
Ludmila „Lala“ Bertlová (1. února 1914 Praha – 23. června 1961 Lucern) byla česká houslistka, první manželka skladatele českého původu Rafaela Kubelíka.

## Život
Byla dcerou architekta Josefa Bertla. Měla staršího bratra, politika a novináře Jiřího Bertla. Hru na housle studovala u profesorky Irene Spitznerové. V roce 1943 se provdala za dirigenta a skladatele Rafaela Kubelíka, v roce 1946 se jim narodil syn Martin, pozdější architekt a historik architektury. V roce 1948 spolu se svým manželem emigrovala. Zahynula v roce 1961 při automobilové nehodě.